# Giáo dục tiểu học ở Hoa Kỳ
Giáo dục tiểu học ở Hoa Kỳ đề cập đến bảy đến chín năm đầu tiên của giáo dục chính thức ở hầu hết các khu vực pháp lý, thường ở các trường tiểu học, bao gồm cả trường trung học cơ sở. Các chương trình mầm non, ít chính thức hơn và thường không được pháp luật bắt buộc, thường không được coi là một phần của giáo dục tiểu học. Năm đầu tiên của giáo dục tiểu học thường được gọi là mẫu giáo và bắt đầu ở tuổi hoặc khoảng 5 hoặc 6. Những năm tiếp theo thường được đánh số là lớp một, lớp hai, v.v. Các trường tiểu học thường tiếp tục đến lớp sáu, mà học sinh thường hoàn thành khi các em 11 hoặc 12. Một số trường tiểu học tốt nghiệp sau lớp 4 hoặc lớp 5 và học sinh chuyển tiếp vào một trường trung học cơ sở.
Năm 2016, có 88.665 trường tiểu học (66.758 công lập và 21.907 tư thục) ở Hoa Kỳ .

## Chương trình học
Giáo dục tiểu học có xu hướng tập trung vào học tập cơ bản, kỹ năng giao tiếp xã hội, giới thiệu cho trẻ em nhiều kiến thức, kỹ năng và điều chỉnh hành vi mà các em cần để thành công trong cuộc sống - và đặc biệt là ở trường trung học. Học sinh được học số học cơ bản và đôi khi là đại số về toán học, thông thạo tiếng Anh (chẳng hạn như ngữ pháp cơ bản, chính tả và từ vựng), và các nguyên tắc cơ bản của các môn học khác. Các tiêu chuẩn học tập được xác định cho tất cả các lĩnh vực của chương trình giảng dạy theo các bang riêng lẻ, bao gồm cả các lĩnh vực toán học, nghiên cứu xã hội, khoa học, phát triển thể chất, mỹ thuật và đọc. Trong khi khái niệm về các tiêu chuẩn học tập của tiểu bang đã có từ lâu, Đạo luật Không Trẻ em Bị Bỏ lại Phía sau đã quy định rằng các tiêu chuẩn phải tồn tại ở cấp tiểu bang .